# Onulf
Onulf, també conegut com a Onoulf, Unulf i Hunulf (mort el 493) va ser un general de l'Imperi Romà d'Orient de finals del segle V d'origen estir. Va servir com a magister militum per Illyricum del 477 al 479 i com a general de l'Imperi Romà d'Orient, i després va ser general del seu germà Odoacre, rei d'Itàlia, fins a la seva mort.

## Biografia
Onulf era un esciri; amb el seu germà (o possiblement germanastre), Odoacre, va ser criat a la cort d'Àtila, rei dels huns. Després de la destrucció dels estirs, que havien estat incitats a trencar el seu tractat amb els ostrogots per Hunimund, rei dels sueus, Onulf amb el seu pare Edeko es van unir al bàndol sueu a la batalla de Bolia a finals de la dècada del 460, on van ser derrotats de nou pels ostrogots sota el seu rei Teodemir.
Onulf es va unir a l'exèrcit romà a la dècada del 470 i va ascendir de rang. Va trobar un protector en el general Armat, que el va nomenar primer comes i, el 477, magister militum per Illyricum, comandant en cap de l'exèrcit balcànic. Aquell mateix any, per ordre de l'emperador Zenó, Onulf va matar Armat, tot i haver-se beneficiat enormement de la protecció d'aquest últim (les fonts indiquen que Armat li va prestar una suma enorme per pagar un banquet).
Onulf va mantenir el seu càrrec fins al 479, quan va perdre el favor. Aleshores va trobar refugi amb el seu germà Odoacre, que aleshores s'havia convertit en rei d'Itàlia. Una de les tasques que va dur a terme per al seu germà va ser una campanya contra Frideric, que havia succeït el seu pare Feleteu com a rei dels rugis. Onulf va considerar necessari evacuar els romans que quedaven a la Pannònia i els va reassentar a Itàlia. Derrotats, els rugis supervivents van fugir i es van refugiar amb els ostrogots; la província abandonada va ser colonitzada pels longobards el 493.
Va romandre lleial a Odoacre durant la guerra del seu germà contra Teodoric el Gran, rei dels ostrogots, i el va acompanyar durant el setge de Ravenna. Després de la mort d'Odoacre, Onulf va ser assassinat per arquers mentre buscava refugi en una església.

## Connexió entre Onulf, Odoacre i Armat

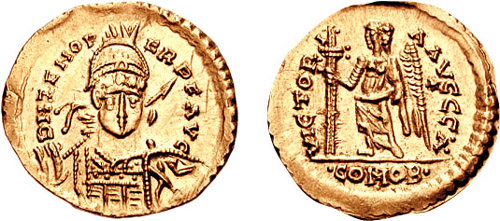
Sòlid encunyat per Odoacre, cap dels hèruls i més tard rei d'Itàlia, en nom de l'emperador d'Orient Zenó.

Una publicació recent de Stephan Krautschick va avançar la hipòtesi que Armat i el seu cosí i emperador Basilisc estaven relacionats per consanguinitat amb el cap dels hèruls i més tard rei d'Itàlia Odoacre. Segons aquesta hipòtesi, recolzada per diversos estudiosos, Armat era germà d'Onulf i Odoacre, que, per tant, era nebot de l'emperador Basilisc i de la seva germana, l'emperadriu Verina, esposa de l'emperador Lleó I. Aquesta hipòtesi explica per què Armat va ajudar generosament a Onoulf en la seva carrera, i afirma que va ser assassinat pel seu propi germà.
La connexió entre Armat, Odoacre i Onulf ve donada per un fragment de la crònica de Joan d'Antioquia, en què es diu que Onulf és l'assassí i el germà d'Armat. Abans de la hipòtesi de Krautschick, i encara avui per als estudiosos que rebutgen aquesta identificació, el passatge de Joan es va corregir per dir "Odoacre era el germà d'aquell Onoulf que va matar Armat": aquesta correcció fa que l'afirmació sigui compatible amb les dels historiadors contemporanis, ja que ni Joan Malalas ni Malc parlen de la relació entre Odoacre i Basilisc ni de l'assassinat d'Armat pel seu propi germà.